# Breton de l'année
« Breton de l'année » est une distinction créée en 1977 par Armor Magazine, mensuel régional qui exista de 1969 à 2011. À sa disparition, cette distinction fut reprise par d'autres titres de presse dont celle accordée par le groupe de presse brestois Le Télégramme qui décernait déjà une récompense équivalente mais qui devint notoire et formalisée dans le cadre des Victoires de la Bretagne créées en 2014. 

## Prix accordé parArmor Magazine
- 1977 - Yves Rocher
- 1978 - Glenmor
- 1979 - Louis Lichou
- 1980 - Annie Carval
- 1981 - Pêr Denez
- 1982 - Louis Le Pensec
- 1983 - Édouard Leclerc
- 1984 - Loïc Caradec
- 1989 - Vincent Bolloré
- 1990 - Kofi Yamgnane
- 1991 - Jean-Yves Cozan
- 1993 - Alan Stivell
- 1994 - Xavier Leclercq
- 1995 - André Lavanant
- 1996 - Yves-Thibault de Silguy
- 1997 - Jean-Loup Chrétien[1]
- 1998 - Jean-Guy Le Floc'h
- 1999 - Lena Louarn
- 2000 - Rozenn Milin
- 2001 - Mélanie Guyomard et Denis Seznec
- 2003 - Mgr Mathurin Gourvès
- 2006 - François Pinault
- 2007 - Jean-Pierre Pichard
- 2008 - Patrick Poivre d'Arvor
- 2009 - Noël Le Graët
- 2010 - Philippe Abjean

## Prix des Victoires de la Bretagne
- 2014 - Christophe Miossec
- 2015 -  Gilles Falc'hun[2]
- 2016 - Irène Frachon[3]
- 2017 - Armel Le Cléac'h[4]
- 2018 - Franck Zal[5]
- 2019 - Jean-René Mahé
- 2020 - Marie-Solène Letoqueux[6],[Note 1]
- 2021 - Jean Le Cam
- 2022 - Nolwenn Febvre, présidente de l'association Les P'tits Doudous
- 2023 - Mona Ozouf